# Indonesisk blåtungad skink
Indonesisk blåtungad skink (Tiliqua gigas) är en ödleart ingår i släktet Tiliqua och familjen skinkar. Arten förekommer på ön Nya Guinea och vissa närliggande mindre ögrupper och öar som hör till Papua Nya Guinea (Bismarckarkipelagen, New Britain, Amiralitetsöarna) eller Indonesien (Ambon, Seram, Ternate, Halmahera, Kaiöarna, Aruöarna, Sulawesi och Jobi).

## Underarter
Arten delas in i följande underarter:
- T. g. evanescens - östra/södra Papua Nya Guinea, Irian Jaya.[4]
- T. g. keiensis - Aruöarna, Kaiöarna, Irian Jaya.[4]
- T. g. gigas

## Utseende
Denna blåtungade skink når en kroppslängd på upp till 60 centimeter. Kroppen är kraftig med relativt korta ben och lång svans. Hanarna är tyngre byggda än honorna. Kroppen är övervägande olivbrun med svarta fläckar och tvärgående band. Huvud- och halsområdet är vitaktigt till gråaktigt i färgen. Den mest slående egenskapen, som med alla blåtungade skinkar, är den blå tungan. Den blå färgen är intensivast mot tungspetsen och svagare mot tungroten. Fjällen är kölade.